# Tuparezetes
Tuparezetes är ett släkte av kvalster. Tuparezetes ingår i familjen Tuparezetidae.
Tuparezetes är enda släktet i familjen Tuparezetidae.
Kladogram enligt Catalogue of Life:
| Tuparezetes | \| \| Tuparezetes christineae \| \| \| \| \| \| Tuparezetes philodendrus \| \| \| \| |
|             | \| \| Tuparezetes christineae \| \| \| \| \| \| Tuparezetes philodendrus \| \| \| \| |
|             | Tuparezetes christineae                                                              |
|             |                                                                                      |
|             | Tuparezetes philodendrus                                                             |
|             |                                                                                      |